# Matsi (Varstu)
Matsi – wieś w Estonii, w prowincji Võru, w gminie Varstu.